# 瓦莫什佩爾奇
瓦莫什佩爾奇是匈牙利的城鎮，位於該國東部，由豪伊杜-比豪爾州負責管轄，面積58.19平方公里，2011年人口5,292，其中約六成居民信奉基督教。

## 友好城市
- 羅馬尼亞米哈伊谷鄉
- 波蘭科羅諾沃
- 羅馬尼亞努什法勒烏鄉

## 外部連結
- Vámospércs - ShtetLink

47°32′N 21°54′E / 47.533°N 21.900°E